# Michel Pomathios
Michel Pomathios (ur. 18 marca 1924 w Bourg-en-Bresse, zm. 7 grudnia 2015 tamże) – francuski rugbysta, reprezentant kraju, działacz samorządowy, trener i działacz sportowy. Pierwszy francuski zawodnik zaproszony do gry dla Barbarians.

## Sport
W młodości był wszechstronnym sportowcem. W wieku trzynastu lat zwyciężył w szkolnych mistrzostwach kraju w pływaniu na 50 metrów stylem dowolnym, uprawiał także koszykówkę, szermierkę i piłkę nożną (w AS Saint-Étienne). Sukcesy odnosił również w lekkoatletyce, gdzie specjalizował się w trójskoku i sprintach, i otrzymywał powołania na ogólnokrajowe zgrupowania.
W rugby zaczął grać w Lycée Lalande, a za namową brata Léona dołączył do juniorskiej drużyny US Bourg początkowo do trzeciej linii młyna, a w pierwszym zespole już jako skrzydłowy. Przez trzy sezony związany był z zespołem Agen, z którym dotarł do finału mistrzostw Francji w 1947 roku, a następnie z Lyon. Na dwa lata powrócił do US Bourg, następne dwa sezony spędził kolejno w CS Vienne i SA Vierzonnais, po czym zakończył sportową karierę, choć jeszcze w 1961 roku krótko grał dla Lyonu.
Był częścią francuskiej drużyny, która po raz pierwszy w historii pokonała Walijczyków (1948) i Anglików (1951) oraz w edycji 1954 współdzieliła zwycięstwo w Pucharze Pięciu Narodów. Indywidualnie zaś został pierwszym francuskim rugbystą zaproszonym do gry dla zespołu Barbarians. Łącznie wystąpił w dwudziestu czterech testmeczach francuskiej reprezentacji zdobywając osiemnaście punktów po sześciu przyłożeniach.
Trenował następnie zespoły US Bourg i US Lyon, w latach 1983–1986 był również prezesem pierwszego z nich.

## Varia
- Podczas II wojny światowej był członkiem Résistance[3][1]. Pracował jako nauczyciel wychowania fizycznego, a następnie w sektorze prywatnym[5][2].
- Był merem Laizé przez trzy kadencje, został odznaczony Krzyżem Wojennym i Legią Honorową oraz francuskimi sportowymi odznaczeniami[2][3][1].
- Żonaty z Minouche, córka Caroline[2][3][12], pochowany w Polliat[3].
- Był bohaterem książki Michel Pomathios, le gentleman du rugby français autorstwa Guy Leduca ISBN 978-2-9521054-1-5[1][13].